# Csilla
Csilla [čilla] je ženské křestní jméno maďarského původu. Pochází ze slova csillag, znamenající hvězda. Jméno bylo vytvořeno v roce 1788 spisovatelem Andrásem Dugonicsem v románu Etelka. Podle maďarského kalendáře slaví svátek 22. března, 22. dubna, 2. června, 10. srpna a 22. listopadu.
V roce 2014 žilo na světě přibližně 69 066 nositelek jména Csilla, nejvíce z nich (82,72 %) v Maďarsku, kde jde o 23. nejčastější ženské jméno.

## Vývoj popularity
Nejvíce populární bylo jméno Csilla v Maďarsku mezi lety 1965 až 1974, kdy se narodilo 1 045 nositelek žijících k roku 2021.

## Známé osobnosti
- Csilla Authová – maďarská zpěvačka
- Csilla Borossová – maďarská operní pěvkyně
- Csilla Csomorová – maďarská herečka
- Csilla Füriová – maďarská pětibojařka
- Csilla Gulyásová – maďarská harfistka
- Csilla Madarászová – maďarská plavkyně a trenérka
- Csilla Molnárová – maďarská královna krásy roku 1985
- Csilla Szentpéteri – maďarská klavíristka
- Csilla Tatárová – maďarská moderátorka